# 테오프라스토스

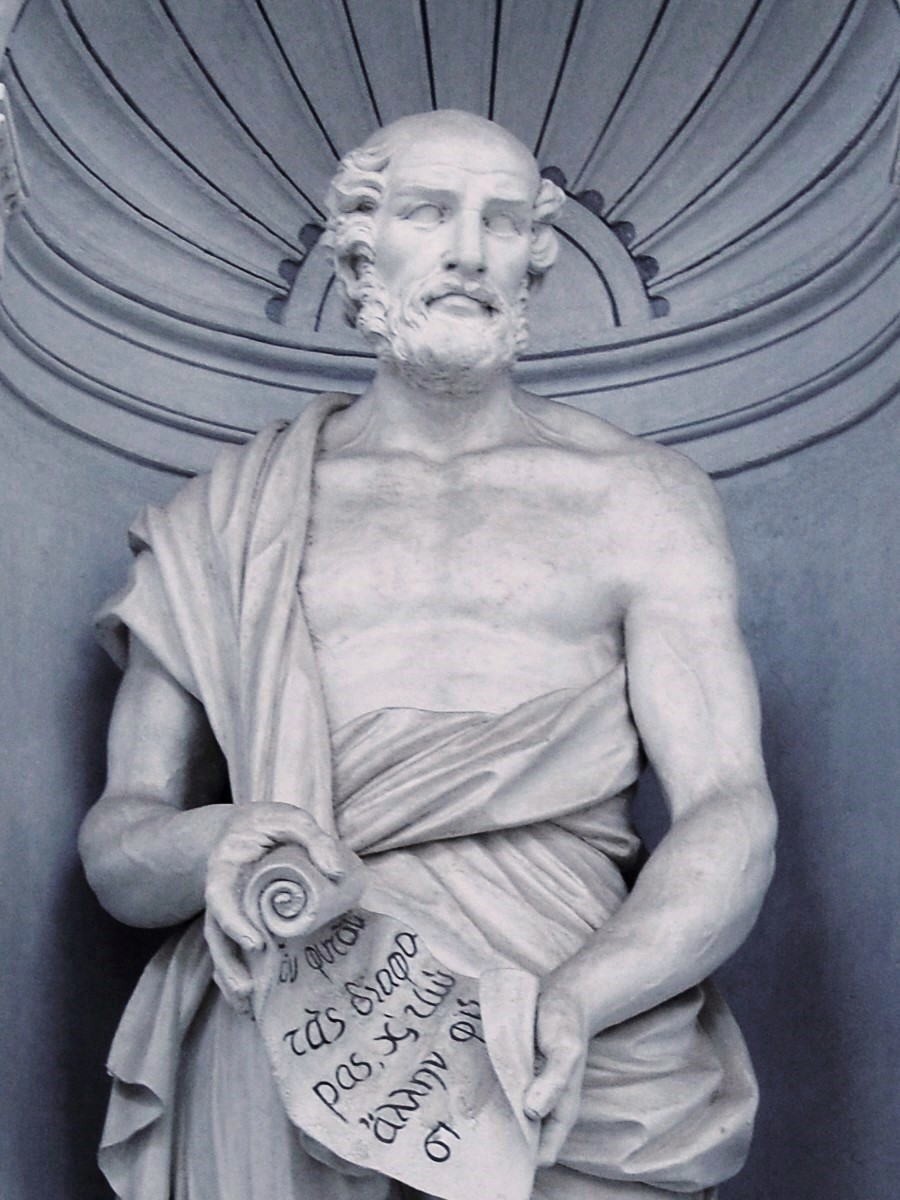
테오프라스토스

Historia plantarum, 1549

테오프라스토스(그리스어: Θεόφραστος, 기원전 371년~기원전 287년)는 고대 그리스의 철학자이다. 레스보스 섬의 에레소스 출신으로, 그곳의 아르키포스에게 배웠고 이어서 플라톤의 제자가 되었다가 아리스토텔레스 밑에서 활동했다. 스승이 칼키스로 물러갔을 때(기원전 323) 학교를 인계받았다. 또 한 사람의 수제자인 로도스의 에우독소스와 공동으로 저작물 간행이나 학설의 보충 및 발전에 노력하였다.
먼저 소크라테스 이전의 자연학설사(<감각론> 등)를 정리하였고, 논리학 영역에서는 삼단논법에 제1형식의 간접양식을 도입한다든지 명제나 결론의 양상(蓋然·可能·必然)과 가정적(假定的) 또는 이접적(離接的)인 복합명제(命題)를 연구하여 새로운 견해를 제시하였다. 형이상학에서도 문제의 정리를 하고 있다. 자연학에서는 스토아 학파의 설에 반대하여 우주의 영원성을 변호하였다. 윤리학에서는 행복을 최후의 목적으로 삼았으나 외적 생활 상황도 중시하였다. 그러나 그의 공적은 스승의 생물 연구를 식물 연구로 확대하여 분류법을 구사함으로써 식물학을 확립시킨 일이다. 더욱이 스승의 윤리학서에서도 볼 수 있는 성격 분류를 진전시켜서 <성격론>을 저작하였다. 라 브뤼예르의 <성격론>은 이것을 모방한 것이다.